# Hanns Martin Trautner
Hanns Martin Trautner (* 1943 in Wiesbaden) ist ein deutscher Entwicklungspsychologe.
Nach dem Abitur in Wiesbaden studierte er 1962–1966 Psychologie an der Johannes Gutenberg-Universität Mainz und schloss mit dem Diplom ab. 1966–1969 war er DFG-Forschungsassistent an der Abt. Pädagogische Psychologie der Ruhr-Universität Bochum, wo er promovierte. 1969–1972 war er Wiss. Assistent am Psychologischen Institut der Universität Mainz, 1972–1974 Assistenzprofessor und ab 1981 Professor für Entwicklungspsychologie an der Westfälischen Wilhelms-Universität Münster. 1995 ging er als Professor bis 2008 an die Bergische Universität Wuppertal. Gastaufenthalte hatte er an der Universidad de Costa Rica und an der Pontificia Universidad Catolica del Peru in Lima (gefördert vom DAAD) 2001–2003.
Sein Schwerpunkt war die Geschlechterdifferenzierung.

## Schriften
- Zusammenhänge zwischen Erziehungsstil und Elternzentriertheit bei 10- bis 14jährigen Mädchen. Mainz: Dissertationsdruck 1969
- Lehrbuch der Entwicklungspsychologie. Band 1. Göttingen: Hogrefe 1978
- mit Annette Degenhardt (Hrsg.): Geschlechtstypisches Verhalten. München: C.H. Beck 1979, ISBN 978-3-406-06005-2
- Lehrbuch der Entwicklungspsychologie. Band 2. Göttingen: Hogrefe 1991
- Allgemeine Entwicklungspsychologie. Stuttgart: Kohlhammer 1995 (2. überarbeitete und erweiterte Auflage 2003), ISBN 978-3-17-022727-9
- mit Ruth Schumann-Hengsteler (Hrsg.): Entwicklung im Jugendalter. Göttingen: Hogrefe 1996, ISBN 978-3-8017-0949-5